# Willem Van Buscom
Willem Van Buscom (Aalst, 1797-1834) was een Belgisch kunstschilder.
Hij werd in 1797 te Aalst geboren als zoon van Egied-Willem Van Buscom (Mechelen, 1758 – Aalst, 1831), beeldhouwer en architect, tevens directeur van de Academie te Aalst.  Hij kreeg zijn opleiding aan de Academie van Mechelen. Na het overlijden van zijn vader werd hij onderdirecteur van de Aalsterse Academie, dit tot aan zijn dood in 1834.
Willem Van Buscom was een romantisch-realistisch schilder en aquarellist van stadsgezichten, landschappen en genretaferelen.  Zijn "Gezicht op de Werf te Aalst" uit 1823  (Aalst, Stedelijke verzameling) getuigt van zijn métier als schilder van stadsgezichten.